# Vedova (cognome)
Vedova è un cognome di lingua italiana.

## Varianti
Del Vedovo, Della Vedova, Vedoa, Vedovati, Vedovato, Vedovelli, Vedovetti, Vedovotti, Vedovotto.

## Origine e diffusione
Cognome tipicamente settentrionale, è presente prevalentemente in Veneto.

## Persone
- Emilio Vedova, pittore italiano (Venezia, 1919 - n.Venezia, 2006)